# گوین هریسون
گوین هریسون (به انگلیسی: Gavin Richard Harrison) درامر و پرکاشنیست بریتانیایی است.او در سال ۲۰۰۲ به گروه پورکیوپاین تری پیوست که موجب بیشتر شناخته شدن او در دنیای موسیقی شد.هریسون از سال ۲۰۰۸ در گروه کینگ کریمسون نیز فعالیت می کند.